# Die Tödliche Doris

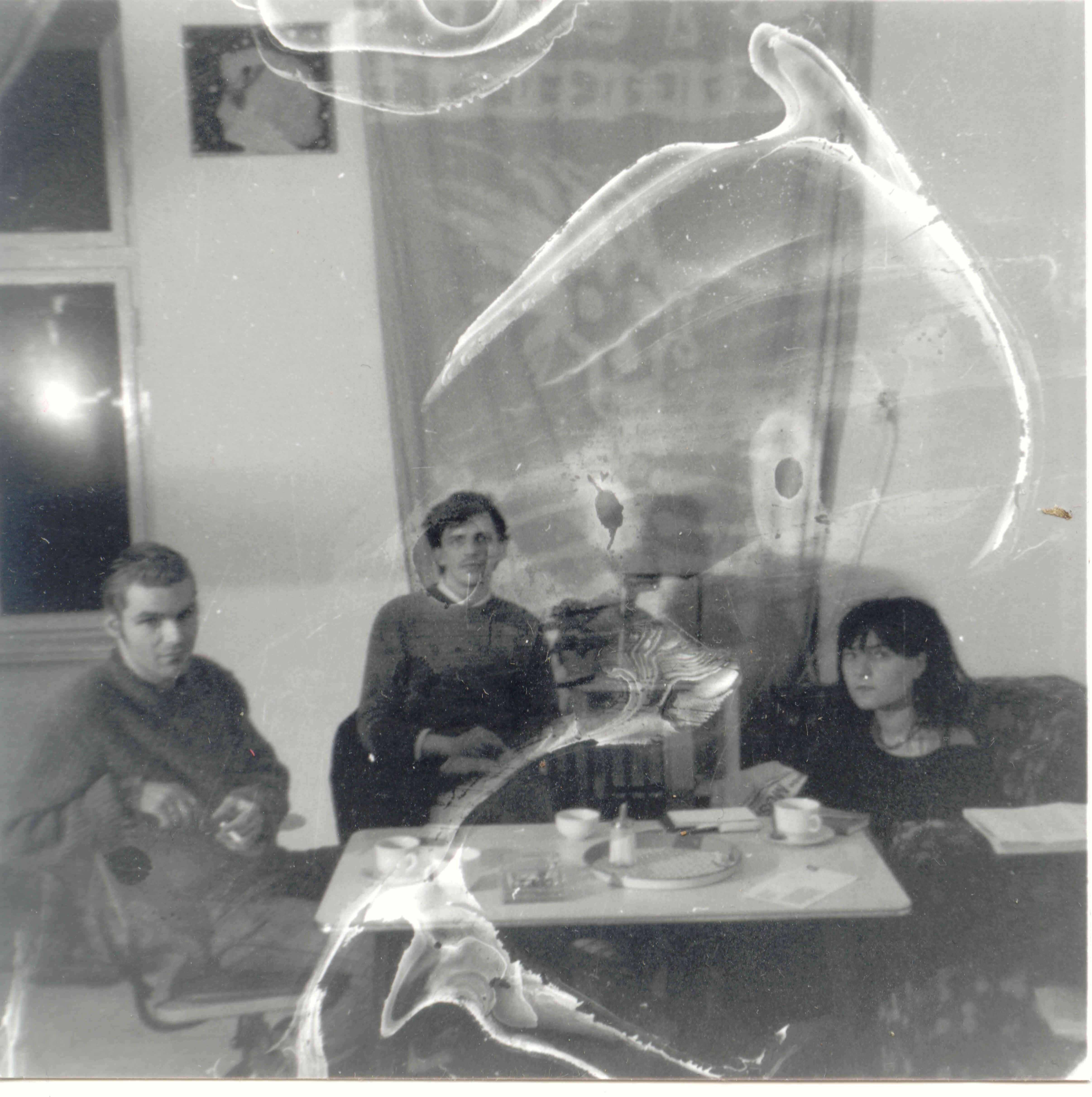
Кирлиановая фотография участников группы — слева направо: Утермёллен, Мюллер, Крузе

Die Tödliche Doris (Смертельная Дорис, игра слов от «tödliche Dosis», смертельная дозировка) — арт-проект и музыкальная группа Западной Германии. Основана Вольфгангом Мюллером и Николаусом Утермёлленом, к которым позже присоединились Крис Драйер, Дагмар Димитров, Кете Крузе и Табеа Блюменшайн.

## История
Die Tödliche Doris были частью группы Гениальных Дилетантов (Geniale Dilletanten), смеси новой волны и пост-панка, совмещавшей влияние таких исполнителей, как Фридер Буцман, Einsturzende Neubauten и Malaria!.
Лидер группы, автор, художник и музыкант Вольфганг Мюллер написал для издания Merve книгу «Geniale Dilletanten».
Вместо создания собственного имиджа, типичного для поп-групп, Die Tödliche Doris бросают вызов самим понятиям стереотипов и условностей. Вдохновляясь философией постструктурализма Бодрийяра, Фуко, Гваттари и Леотара, целью группы было разрушение самой конструкции, созданной звуком.

## Дискография
- Der siebenköpfige Informator 1980
- Das typische Ding 1981
- Tabea und Doris dürfen doch wohl noch Apache tanzen 1981
- 7 tödliche Unfälle im Haushalt 1981
- "　" 1982
- Die Tödliche Doris Live im SO 36 1983
- Chöre & Soli 1983
- Chöre & Soli live im Delphi-Palast 1984
- Unser Debüt 1984
- Naturkatastrophen 1984
- Die Über-Doris 1985
- sechs 1986
- Liveplaybacks 1986